# آنژو (فرانسه)
آنژو (به فرانسوی: Anjou) یکی از استان‌های تاریخی فرانسه که در پایین رود لوآر واقع شده‌است. مرکز این استان شهر آنژه است.